# Entalpimetria
Entalpimetria – metoda instrumentalna wykorzystywana w termochemii oraz termodynamice, zaliczana jest to metod termicznych. Polega na wyznaczeniu ilości ciepła wydzielanego lub pochłanianego podczas procesów fizycznych lub chemicznych reakcji.

## Zastosowanie
Ze względu na swoje znaczenie analityczne, metoda stosowana jest w laboratoriach chemicznych oraz fizycznych do:
- określenie termodynamicznych właściwości badanej substancji
- badanie równowag chemicznych
- wyznaczanie kinetyki reakcji chemicznej

W technologii natomiast – wykorzystywana do wyznaczenia bilansu ciepła.